# アッシュクリーク (ポートランド)

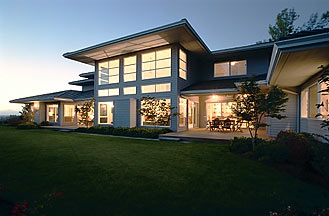
アシュクリーク地区の住宅

アッシュクリーク（Ashcreek）は、アメリカ合衆国オレゴン州ポートランドの南西部区域の地区の一つ。北部でメープルウッド地区、東部でクレストウッド地区、南部でファー・サウスウェスト地区、西部でワシントン郡のガーデン・ホーム＝ウィットフォード国勢調査指定地域およびタイガード市に隣接する。アッシュクリークはその面積のほとんどがマルトノマ郡に属しているが、西方の数箇所がワシントン郡にわずかに入り込んでいる。
アッシュ・クリーク自然地域がこの地区にある。